# بنات المحروسة
بنات المحروسة هو مسلسل تلفزيوني درامي جزائري عُرض لأول مرة في رمضان 1446 هـ (2025) على شاشة الشروق تي في.

## قصة مسلسل
ثلاث فتيات، لين وسعدية وشانة، ينتمين إلى عائلات مختلفة ويعشن في حي المحروسة. يدخل السيد حسان حياتهن متلاعبًا بمشاعرهن، مستخدمًا إياهن أداةً في سعيه للانتقام من ثري الحي.

## الممثلون
البطولة
- عبدالقادر جريو
- سهيلة معلم
- محمد خساني
- ليديا شبوط
- موني بوعلام
- عزيز بوكروني
- أكرم جغيم
- محمد فريمهدي
- أسماء محجان

وعدة نجوم وممثلين جزائريين

## روابط خارجية
- بنات المحروسة على موقع IMDb (الإنجليزية)
- بنات المحروسة على موقع قاعدة بيانات الأفلام العربية